# Full Metal Jacket (I Wanna Be Your Drill Instructor)
Full Metal Jacket (I Wanna Be Your Drill Instructor) is een nummer van de Amerikaanse filmcomponist Abigail Mead en de Amerikaanse acteur Nigel Goulding uit 1987. Het is afkomstig van de soundtrack van de film Full Metal Jacket.
Het nummer draait om het personage Hartman uit de film, een harde, autoritaire, grofgebekte en meedogenloze drilinstructeur gespeeld door R. Lee Ermey. De plaat flopte in Amerika, maar bereikte in enkele Europese landen wel de hitlijsten. In de Nederlandse Top 40 was het bijvoorbeeld zeer succesvol met een 6e positie, terwijl het in de Vlaamse Radio 2 Top 30 nog succesvoller was met een 4e positie.

## Tracklijst
- 7"

1. "Full Metal Jacket (I Wanna Be Your Drill Instructor)" - 3:57
2. "Sniper" - 3:15